# Lucien Huteau
Lucien Paul Noël Huteau (París, 26 de maig de 1878 – Ercuis, Oise, 16 de febrer de 1975) va ser un futbolista francès que va competir a cavall del segle xix i el segle xx. El 1900 va prendre part en els Jocs Olímpics de París, on guanyà la medalla de plata com a porter de la selecció francesa, representada per la Union des sociétés françaises de sports athlétiques.